# Saint-Julien-la-Vêtre
Saint-Julien-la-Vêtre è un comune francese di 392 abitanti situato nel dipartimento della Loira della regione dell'Alvernia-Rodano-Alpi.
Dal 1º gennaio 2019 si è fuso con il comune di Saint-Thurin per formare il nuovo comune di Vêtre-sur-Anzon.

## Società

### Evoluzione demografica
Abitanti censiti